# Moj papa Barysjnikov
Moj papa Barysjnikov (russisk: Мой папа Барышников) er en russisk spillefilm fra 2011 af Dmitrij Povolotskij.

## Medvirkende
- Dmitrij Vyskubenko som Borja Fisjkin
- Anna Mikhalkova som Larisa
- Anatolij Kot
- Vladimir Kapustin som Mikhail
- Sergej Sosnovskij som Semjon Petrovitj